# 逗子·葉山站
逗子·葉山站（日语：／ Zushi･Hayama eki */?），舊名新逗子站（新逗子駅），是一個位於日本神奈川縣逗子市逗子五丁目，屬於京濱急行電鐵逗子線的鐵路車站。是逗子線的終點站。車站編號是KK53。

## 年表
- 1930年（昭和5年）4月1日 - 湘南電氣鐵道「湘南逗子站」啟用。當時位於現址往金澤八景方向200公尺處（35°17′45″N 139°34′52″E / 35.29583°N 139.58111°E）。
- 1931年（昭和6年）4月1日 - 路線延長400公尺並開設「湘南逗子站葉山口」（35°17′34″N 139°34′48.5″E / 35.29278°N 139.580139°E）。原來的車站改稱「湘南逗子站沼間口」。
- 1942年（昭和17年）9月1日 - 車站改稱為湘南逗子站。
  - 5月1日 - 公司合併，成為東京急行電鐵（大東急）車站。
  - 9月1日 - 葉山口關閉，路線縮短至原來的沼間口，更名為「湘南逗子站」。
- 1948年（昭和23年）
  - 6月1日 - 成為京急車站。
  - 7月3日 - 路線延長，葉山口以「逗子海岸站」復活。
- 1963年（昭和38年）11月1日 - 車站改稱為京濱逗子站。
- 1985年（昭和60年）3月2日 - 為停靠加強輸送力的8輛編組列車，兩站合併在中間地點新設新逗子站。北口使用舊京濱逗子站房，南口為新設。
- 1991年（平成3年）3月15日 - 北口車站大樓「Neat新逗子」開幕，舊京濱逗子站站房拆除。
- 1999年（平成11年）7月31日 - 京急線改點，廢止京急蒲田站 - 本站間的急行。
- 2008年（平成20年）11月21日 - 導入進站音樂。
- 2010年（平成22年）5月16日 - 改點，成為新設的機場急行停靠站。
- 2020年（令和2年）3月14日 - 更改站名為逗子・葉山車站（逗子・葉山駅），並加註副站名「舊站名 新逗子」（旧駅名　新逗子）[2]。

## 車站結構
本站為對應8輛編組的單式月台1面1線地面車站。逗子線全線為複線，但站內為單線。
本站是由兩站整合而成，剪票口設在南北二個舊站附近。北口車站大樓「Neat新逗子」2樓剪票口與月台之間有約100公尺長的天橋。南口可直通月台。列車資訊顯示器上顯示為「1號線」月台。另外，月台在4輛、6輛、8輛編組最尾端有車掌用的發車開關。開關與平交道、信號機、電鈴裝置連動。

### 月台配置
| 路線   | 目的地                         |
| ------ | ------------------------------ |
| 逗子線 | 金澤八景、橫濱、品川、新橋方向 |

### 進站音樂
2008年11月21日起，逗子市出身的音樂團體自由音樂樂曲《LIFE》成為進站音樂。

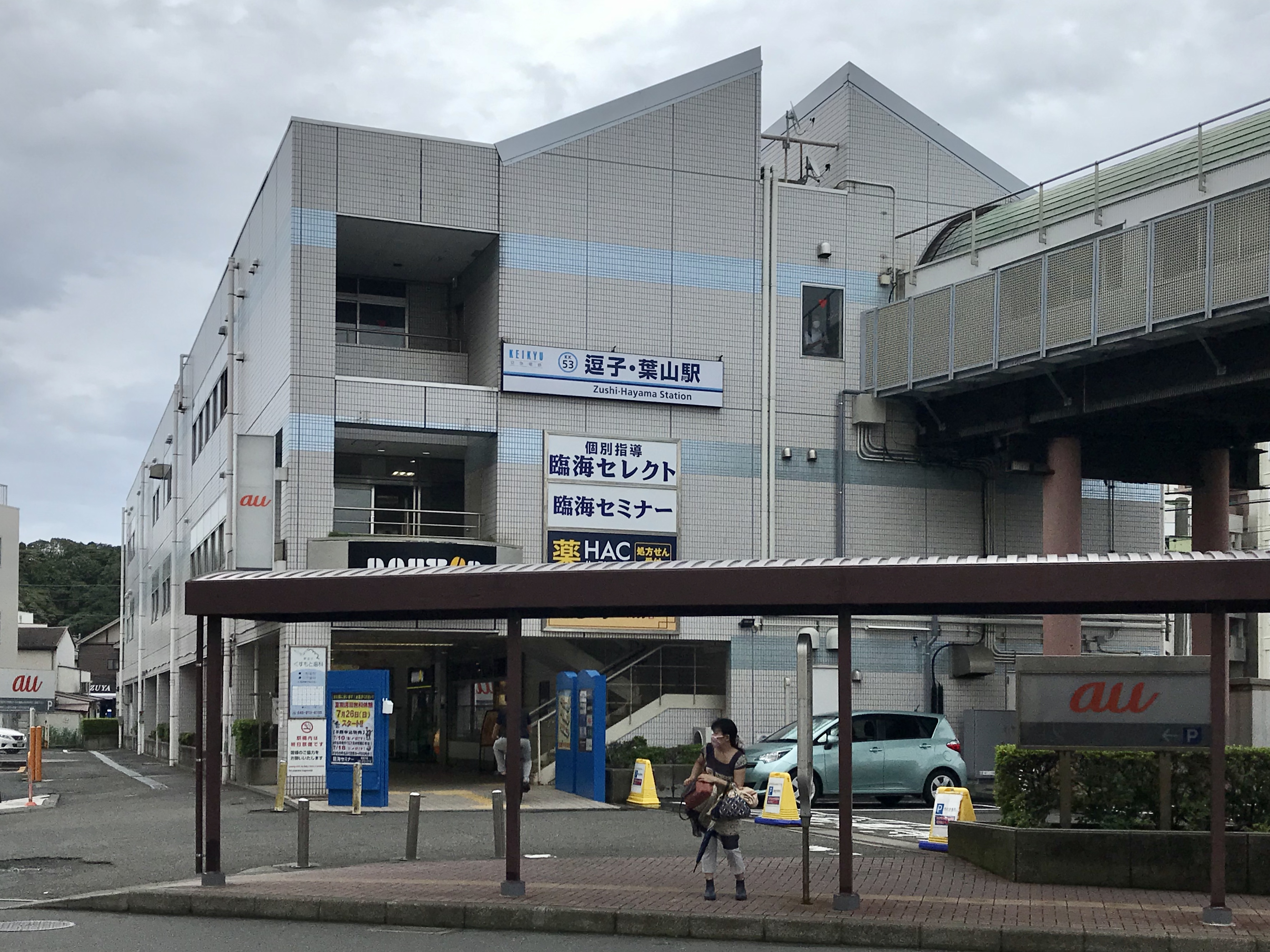
北口（2020年7月）
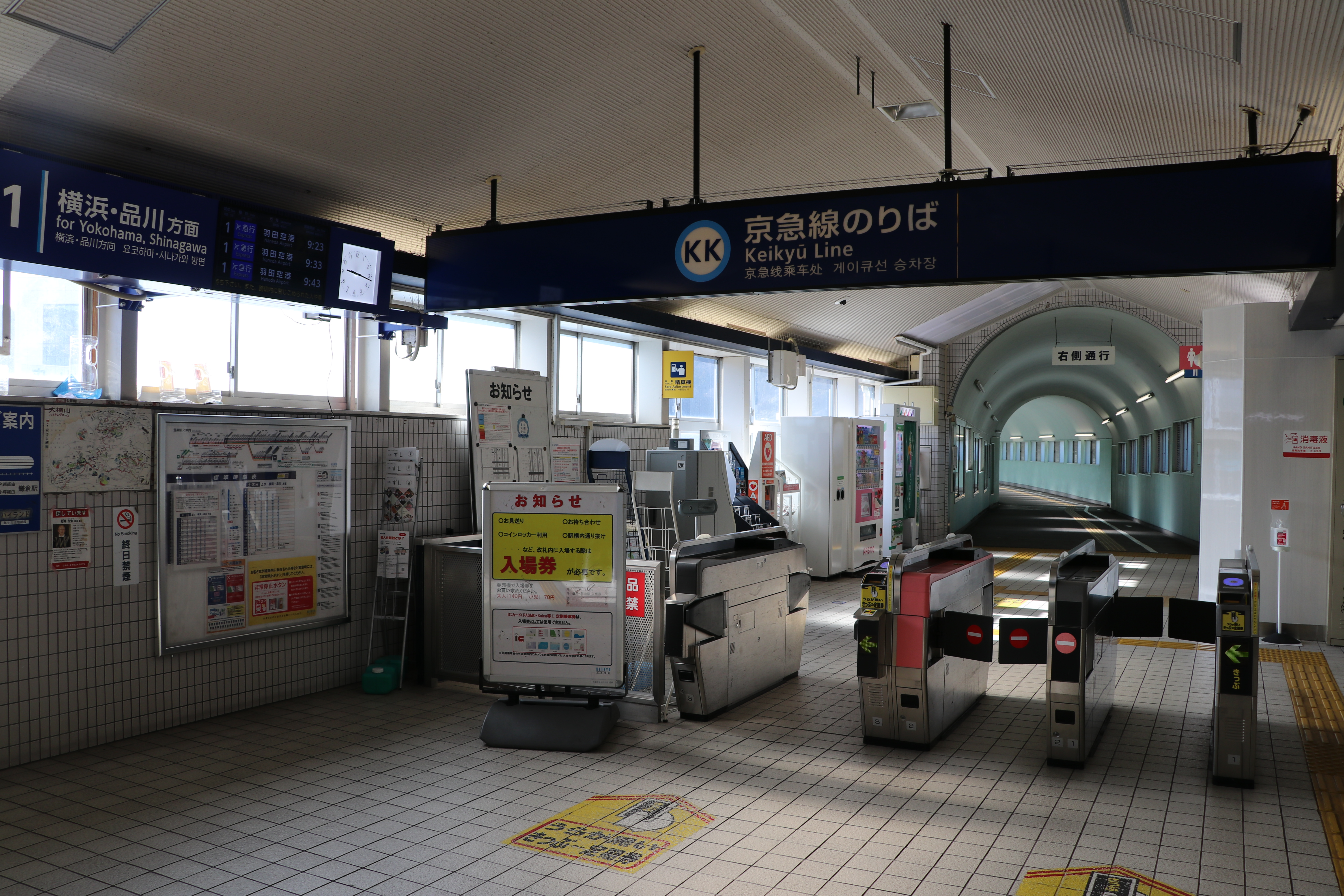
北面閘口（2021年2月）
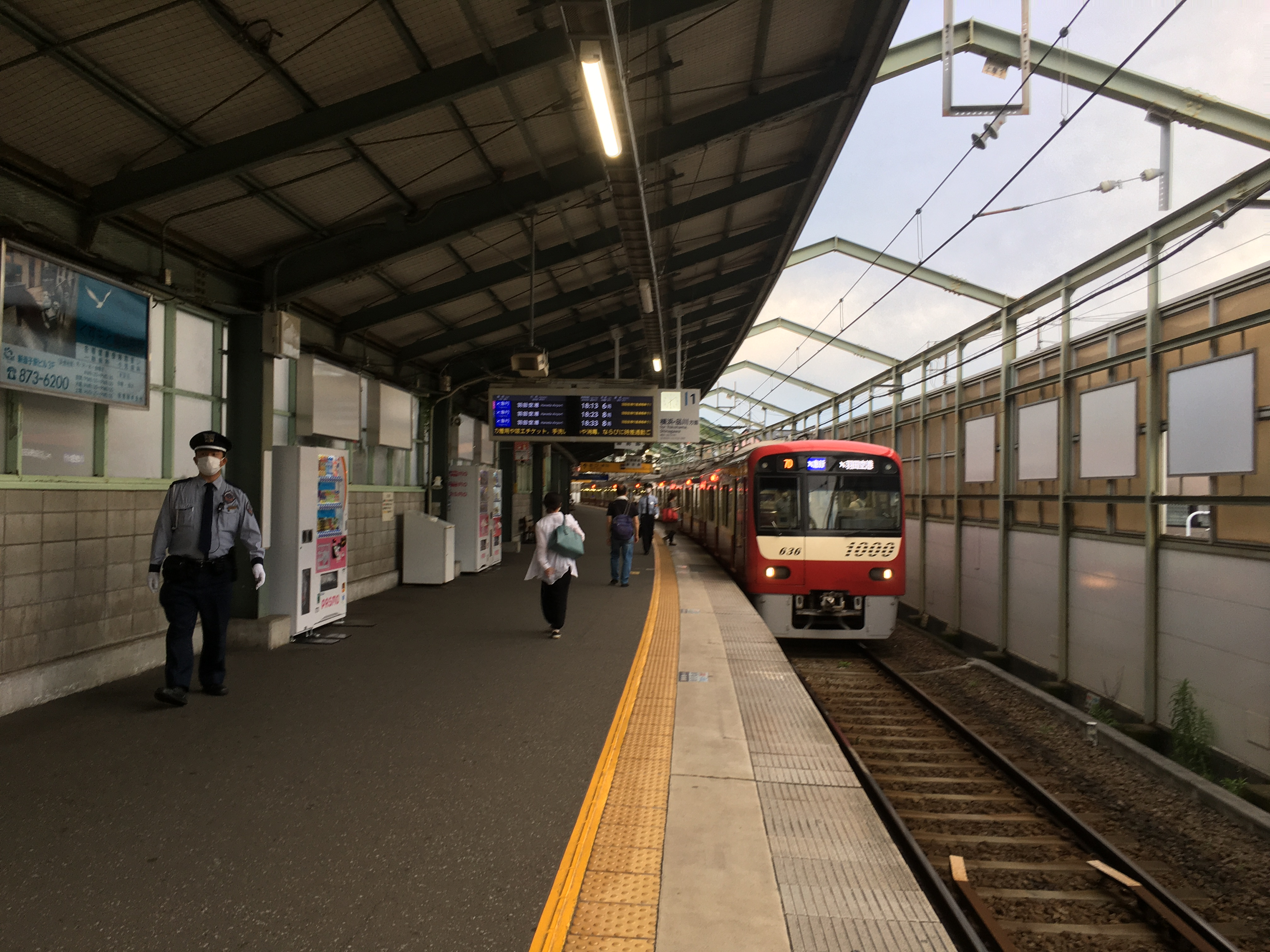
月台（2021年6月）
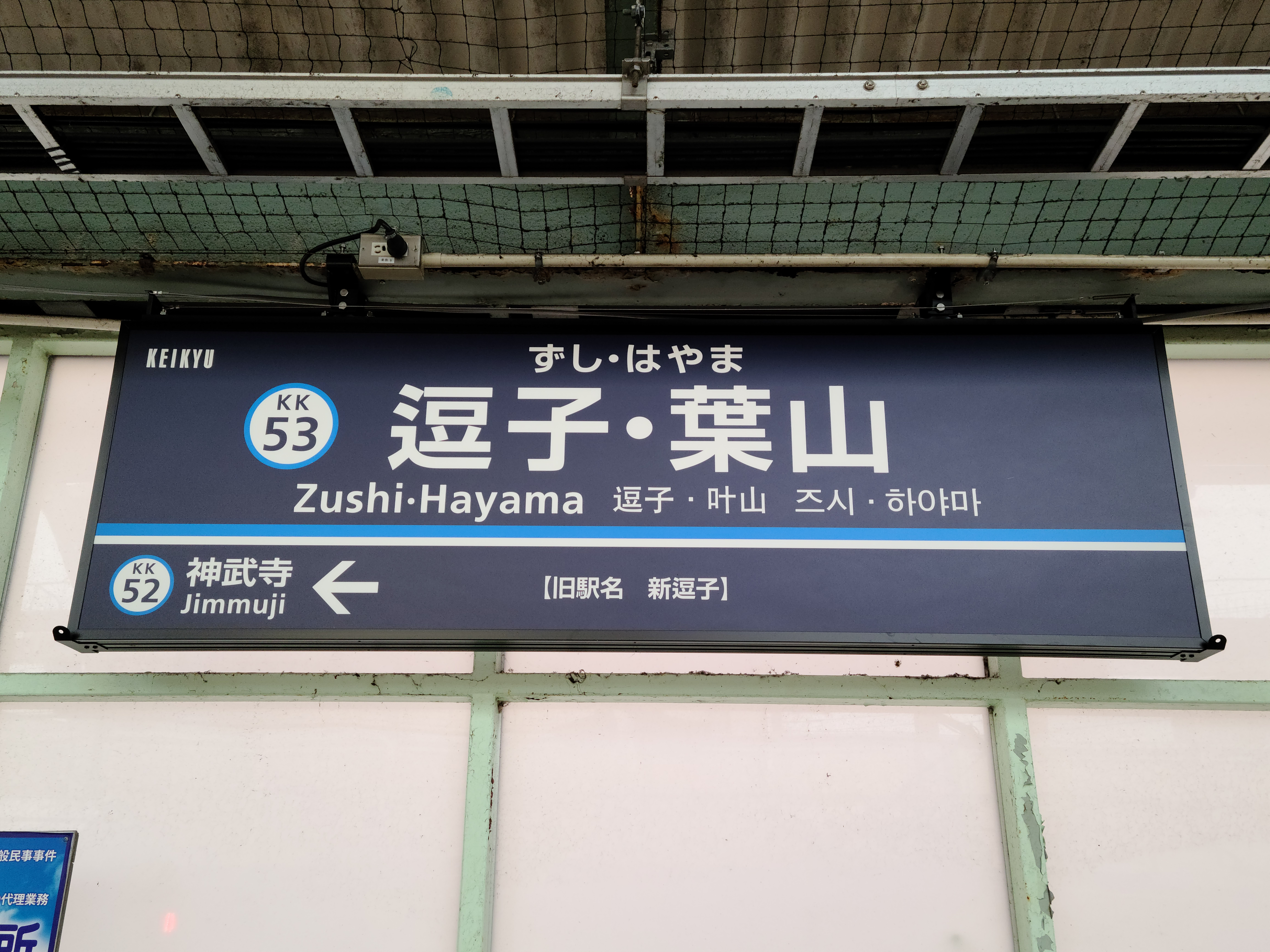
站名標記（2020年7月28日）
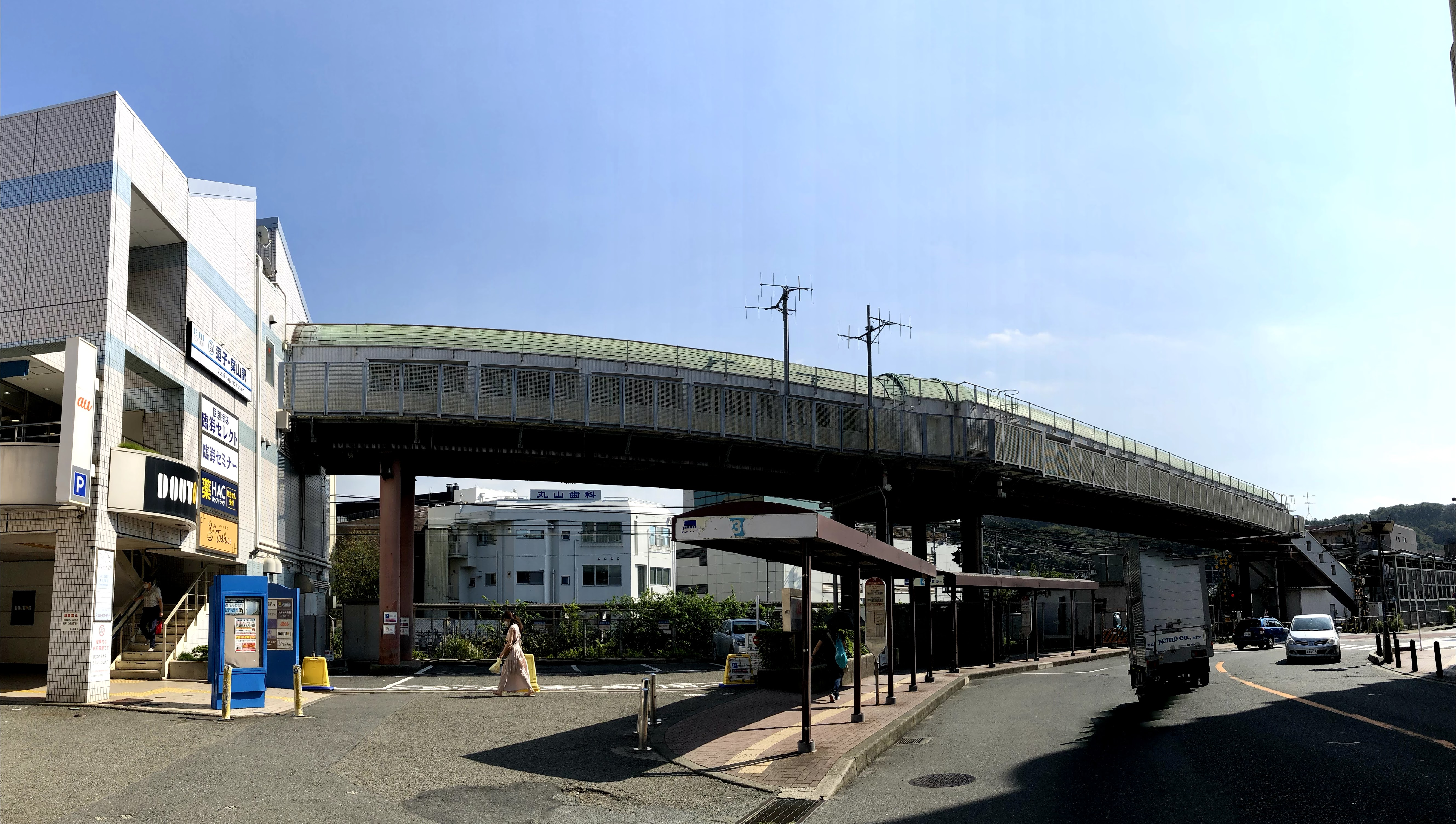
北口及月台間的連接橋（2021年10月）

## 使用情況
2016年度1日平均上下車人次為25,128人，京急線全部72個車站當中排名第25位。使用人次是鄰站東日本旅客鐵道（JR東日本）橫須賀線逗子站的4成左右。
近年1日平均上下車人次與上車人次的推移如下表。
| 年度               | 1日平均 上下車人次 | 1日平均 上車人次 | 來源     |
| ------------------ | ------------------ | ---------------- | -------- |
| 1995年（平成07年） |                    | 13,353           | [ * 1 ]  |
| 1998年（平成10年） |                    | 11,739           | [ * 2 ]  |
| 1999年（平成11年） |                    | 11,399           | [ * 3 ]  |
| 2000年（平成12年） |                    | 11,202           | [ * 3 ]  |
| 2001年（平成13年） |                    | 11,064           | [ * 4 ]  |
| 2002年（平成14年） | 21,740             | 11,023           | [ * 5 ]  |
| 2003年（平成15年） | 22,118             | 11,097           | [ * 6 ]  |
| 2004年（平成16年） | 21,982             | 11,026           | [ * 7 ]  |
| 2005年（平成17年） | 22,172             | 11,142           | [ * 8 ]  |
| 2006年（平成18年） | 22,331             | 11,222           | [ * 9 ]  |
| 2007年（平成19年） | 22,594             | 11,280           | [ * 10 ] |
| 2008年（平成20年） | 22,969             | 11,418           | [ * 11 ] |
| 2009年（平成21年） | 22,805             | 11,319           | [ * 12 ] |
| 2010年（平成22年） | 23,143             | 11,477           | [ * 13 ] |
| 2011年（平成23年） | 22,990             | 11,378           | [ * 14 ] |
| 2012年（平成24年） | 23,318             | 11,574           | [ * 15 ] |
| 2013年（平成25年） | 24,184             | 12,004           | [ * 16 ] |
| 2014年（平成26年） | 23,857             | 11,854           | [ * 17 ] |
| 2015年（平成27年） | 24,518             | 12,156           | [ * 18 ] |
| 2016年（平成28年） | 25,128             |                  |          |

## 車站周邊
周邊是逗子市市區。南口步行15分鐘左右可至逗子海岸海水浴場。
- 橫須賀線逗子站 - 北口約300公尺。有定期券連絡運輸。
- Neat（ニート）新逗子 - 羅多倫咖啡、Origin東秀（日语：オリジン東秀）、Hac Drug、京樽（日语：京樽）等商店。
- 臨海講座（日语：臨海セミナー）新逗子校（2013年夏開校）
- 逗子市役所 - 北口站前
- 逗子文化廣場會館
- 逗子市民體育館
- 逗子市立圖書館
- 逗子市消防本部（日语：逗子市消防本部）
- 逗子銀座商店街
- 龜岡八幡宮
- 逗子郵便局（日语：逗子郵便局）
- 逗子櫻山郵便局
- 逗子開成中學校、高等學校（日语：逗子開成中学校・高等学校）
- 聖瑪利亞小學校（日语：聖マリア小学校）
- 神奈川縣道24號橫須賀逗子線（日语：神奈川県道24号横須賀逗子線）

### 巴士路線
由京濱急行巴士與其子公司湘南京急巴士運行，可至逗子市內各地與橫須賀線鎌倉站、田浦站方向、以及葉山町和橫須賀市西部。
北口與南口皆有巴士站。南口的南向巴士站在舊逗子海岸站用地上，北向巴士站在縣道24號上。所有經由站的巴士皆從JR逗子站起訖，本站無終點站機能。

#### 北口（逗子橋側平交道對向）
田浦線 - 葉櫻、Itohpia（イトーピア）、東逗子、Green Hill（グリーンヒル）、田浦站方向／往逗子站

#### 北口（逗子市役所正對面）
Highland（ハイランド）線 - 久木五丁目、Highland循環
龜岡團地循環線 - 久木西小路、綠丘入口、龜岡團地循環
名越線 - 久木西小路、綠丘入口、名越、鎌倉站方向
小坪線 - 久木西小路、小坪、材木座、鎌倉站方向

#### 南口
長井線 - 葉山大道、大楠蘆名口、湘南渚之丘（湘南なぎさの丘）、佐島Marina（佐島マリーナ）入口、長井方向
海岸線 - 元町、森戶海岸、葉山、南鄉中學校方向
湘南國際村線 - 長柄橋、葉山大道、湘南國際村方向（部分經由三浦半島中央道路）
逗子線 - 長柄橋、葉山大道、池上十字路、衣笠站方向
往逗子站（上述各線北向）

## 站名表示
站名標與車輛路線牌（部分車輛除外）等將「逗子·葉山」的逗字辵部寫作兩點。

## 圖片

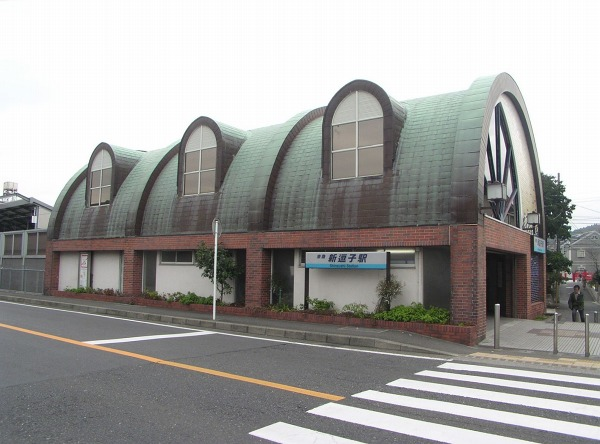
南口（2006年11月）
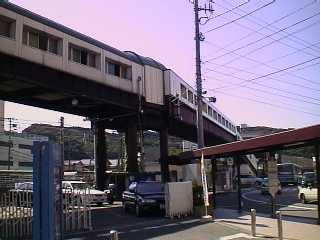
北口與月台之間的天橋（2003年9月）
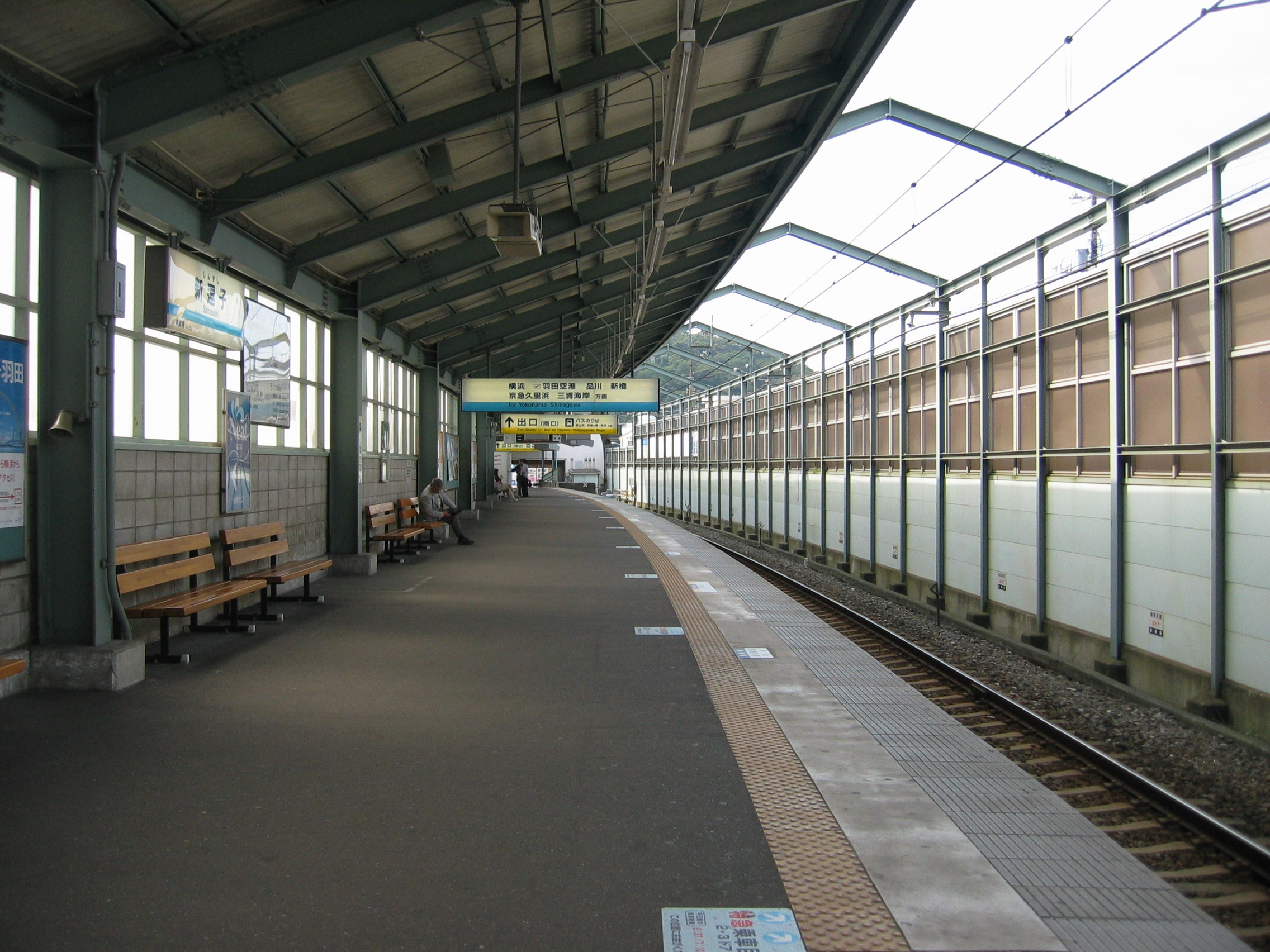
月台（2007年10月）

## 相鄰車站
京濱急行電鐵
 逗子線
■特急、■機場急行、■普通
神武寺（KK52）－逗子·葉山（KK53）

## 外部連結
- 逗子·葉山站（各站資訊） - 京濱急行電鐵